# Zvěstov
Zvěstov – wieś i gmina w Czechach, w powiecie Benešov, w kraju środkowoczeskim. Według danych z dnia 1 stycznia 2013 liczyła 369 mieszkańców.